# Olivier Mitterrand
Pour les autres membres de la famille, voir Famille Mitterrand.
Olivier Mitterrand, né le 17 juillet 1943 à Paris, est un directeur de sociétés français.

## Biographie

### Famille
Olivier Robert Léon Mitterrand est né le 17 juillet 1943 dans le 15e arrondissement de Paris du mariage de Robert Mitterrand (frère de François Mitterrand) et d’Édith Cahier. Il est le frère aîné de Frédéric Mitterrand.
De son mariage avec Édith Breguet, petite-fille de l'avionneur Louis Charles Breguet (1880-1955), sont nés Louis-David et Marie. Il épouse en secondes noces Anne-Marie Hubin, dont il adopte les deux enfants d'un premier mariage, Vendémiaire et Antigone, et d'où naissent ensuite Moïse et Maël Mitterrand. Il épouse en 3es noces Valentine Gay, éditrice et fondatrice des éditions Globe, mère de son beau-fils Harold.

### Formation
Olivier Mitterrand est élève de l'Institution Notre-Dame de Sainte-Croix à Neuilly-sur-Seine puis du lycée Janson-de-Sailly à Paris.
Il est ancien élève de l'École polytechnique (X1962), licencié ès mathématiques, diplômé de l'École nationale de la statistique et de l'administration économique (1966) et de la Harvard Business School.

### Carrière professionnelle
« Directeur de sociétés », Olivier Mitterrand est administrateur à la « Générale de Location » de 1969 à 1971, puis attaché de direction à la Compagnie La Hénin en 1971-1972.
Il fonde ensuite la société anonyme « Les Nouveaux Constructeurs », dont il est président-directeur général puis président du conseil de surveillance jusqu'en 2013,. Un seul de ses six enfants est à la direction de l'entreprise, Moïse Mitterrand, « Chairman-Management Board » depuis 2013
Il est président de l'Institut français pour la recherche sur les administrations et les politiques publiques (IFRAP) de 2012 à 2014.
Entre 2019 et 2023, il est membre du conseil d'administration de la Fondation Dauphine.
Depuis le 26 septembre 2019, il est gérant de la maison d'édition Christian Bourgois éditeur depuis l'acquisition de la famille Mitterrand sur cette maison d'édition.

## Fortune
Dans son classement 2019, le magazine Challenges estimait sa fortune à 550 M€ et la classe 168e fortune française, fortune de la famille puisque liée à la valeur de sa société dont ses enfants sont tous associés,. Dans son classement 2020, Challenges l'estime à 580 M€ et la classe 153e fortune française, sur la base de sa participation de 83,6% à la société de promotion immobilière dont le chiffre d'affaires est de 976 millions d'euros

## Décorations
Le 31 décembre 2015, il est promu commandeur de la Légion d'honneur au titre de « fondateur et ancien président-directeur général d'une société industrielle ».